# ولفجانج باولي
ولفجانج باولي (بالألمانية: Wolfgang Pauli) هو عالم فيزيائي ألماني حصل على جائزة نوبل للفيزياء عام 1989 بالمشاركة مع نورمان رامسي وهانز ديملت. وكانت مشاركة ولفجانج باولي في الجائزة عن مجهوداته في اختراع مصيدة للأيونات . وهي طريقة تسمح بزيادة عدد الأيونات المحصورة تمهيدا لإجراء التحليل الطيفي بدقة عالية.
ولد ولفجانج باولي في 10 أغسطس 1913 بمدينة لورنتزكيرش في ألمانيا، وتوفي في 7 ديسمبر 1993 بمدينة بون.
من أهم إنجازاته العلمية أيضا مشاركته في تطوير ميكانيكا الكم التي أمكن بواسطتها تفسير خطوط طيف الهيدروجين وبالتالي تقوم بوصف دقيق لسلوك الإلكترون في الذرة . وضع المبدأ المسمى باسمه مبدأ استبعاد باولي ، الذي ينص : لا يمكن لإلكترونين في الذرة أن تكون لهما نفس الأربعة أعداد كمومية (n , l , m, s ).

## اقرأ أيضا
- مبدأ استبعاد باولي
- عدد كمي
- ذرة الهيدروجين
- عدد كم مغزلي

## روابط خارجية
- ولفجانج باولي على موقع الموسوعة البريطانية (الإنجليزية)
- ولفجانج باولي على موقع مونزينجر (الألمانية)
- ولفجانج باولي على موقع إن إن دي بي (الإنجليزية)